# Nadine Müller
Nadine Müller, född den 21 november 1985 i Leipzig, är en tysk friidrottare som tävlar i diskuskastning. 
Müller hade stora framgångar som junior. Hon blev silvermedaljör vid junior-EM 2003 och bronsmedaljör vid junior-VM 2004. Som senior deltog hon vid VM 2007 i Osaka där hon blev utslagen i försöken. Bättre gick det vid VM 2009 i Berlin då hon slutade på sjätte plats med ett kast på 62,04 meter. Vid VM 2011 vann hon sin första mästerskapsmedalj på seniornivå genom att komma tvåa efter Yanfeng Li från Kina.

## Personliga rekord
- Diskuskastning - 67,78 meter från 2010